# Homaluroides mexicanus
Homaluroides mexicanus är en tvåvingeart som först beskrevs av Oswald Duda 1930.  Homaluroides mexicanus ingår i släktet Homaluroides och familjen fritflugor. Inga underarter finns listade i Catalogue of Life.